# 103rd Street/Watts Towers
103rd Street/Watts Towers – naziemna stacja niebieskiej linii metra w Los Angeles przyległa do Grandee Avenue przy skrzyżowaniu z 103rd Street. Stacja położona jest w Los Angeles, w dzielnicy Watts. Drugi człon nazwy pochodzi od imienia i nazwiska Kennetha Kahna, długoletniego członka Rady Hrabstwa Los Angeles (Los Angeles County Board of Supervisors) i ojca burmistrza Jamesa Hahna.
W pobliżu znajduje się parking typu Park&Ride na 60 miejsc postojowych.

## Godziny kursowania
Tramwaje niebieskiej linii kursują codziennie od około godziny 5.00 do 0.45

## Miejsca użyteczności publicznej i atrakcje turystyczne
- Watts Towers
- Watts Station
- Verbum Dei High School
- Jordan High School